# Draft NBA 1962
Il Draft NBA 1962 si è svolto il 26 marzo 1962 a New York e vide tra le sue file tre futuri membri della Basketball Hall of Fame: Dave DeBusschere, Jerry Lucas e John Havlicek. I primi due portarono alla vittoria i New York Knicks nella stagione 1972-1973, mentre Havlicek andò a vincere ben 8 titoli NBA con i Boston Celtics.

## Scelta territoriale
|  | = All-Star     |
|  | = Hall of Fame |

| Scelta | Giocatore        | Nazionalità | Squadra NBA       | Scuola/ex squadra |
| ------ | ---------------- | ----------- | ----------------- | ----------------- |
|        | Jerry Lucas      | Stati Uniti | Cincinnati Royals | Ohio State        |
|        | Dave DeBusschere | Stati Uniti | Detroit Pistons   | Detroit Mercy     |

## Giocatori scelti al 1º giro
| Scelta | Giocatore       | Nazionalità | Squadra NBA           | Scuola/ex squadra |
| ------ | --------------- | ----------- | --------------------- | ----------------- |
| 1      | Bill McGill     | Stati Uniti | Chicago Zephyrs       | Utah              |
| 2      | Paul Hogue      | Stati Uniti | New York Knicks       | Cincinnati        |
| 3      | Zelmo Beaty     | Stati Uniti | St. Louis Hawks       | Prairie View      |
| 4      | Len Chappell    | Stati Uniti | Syracuse Nationals    | Wake Forest       |
| 5      | Wayne Hightower | Stati Uniti | Philadelphia Warriors | Kansas            |
| 6      | LeRoy Ellis     | Stati Uniti | Los Angeles Lakers    | St. John's        |
| 7      | John Havlicek   | Stati Uniti | Boston Celtics        | Ohio State        |

## Giocatori scelti al 2º giro
| Scelta | Giocatore        | Nazionalità | Squadra NBA           | Scuola/ex squadra   |
| ------ | ---------------- | ----------- | --------------------- | ------------------- |
| 8      | Terry Dischinger | Stati Uniti | Chicago Zephyrs       | Purdue              |
| 9      | John Rudometkin  | Stati Uniti | New York Knicks       | Southern California |
| 10     | Bob Duffy        | Stati Uniti | St. Louis Hawks       | Colgate             |
| 11     | Kevin Loughery   | Stati Uniti | Detroit Pistons       | St. John's          |
| 12     | Chet Walker      | Stati Uniti | Syracuse Nationals    | Bradley             |
| 13     | Bud Olsen        | Stati Uniti | Cincinnati Royals     | Louisville          |
| 14     | Hubie White      | Stati Uniti | Philadelphia Warriors | Villanova           |
| 15     | Gene Wiley       | Stati Uniti | Los Angeles Lakers    | Wichita State       |
| 16     | Jack Foley       | Stati Uniti | Boston Celtics        | Holy Cross          |

## Giocatori scelti al 3º giro
| Scelta | Giocatore         | Nazionalità | Squadra NBA           | Scuola/ex squadra   |
| ------ | ----------------- | ----------- | --------------------- | ------------------- |
| 17     | Don Nelson        | Stati Uniti | Chicago Zephyrs       | Iowa                |
| 18     | Bobby Rascoe      | Stati Uniti | New York Knicks       | Western Kentucky    |
| 19     | Charlie Hardnett  | Stati Uniti | St. Louis Hawks       | Grambling           |
| 20     | Harold Hudgens    | Stati Uniti | Detroit Pistons       | Texas Tech          |
| 21     | Porter Meriwether | Stati Uniti | Syracuse Nationals    | Tennessee State     |
| 22     | Chris Appel       | Stati Uniti | Cincinnati Royals     | Southern California |
| 23     | Dave Fedor        | Stati Uniti | Philadelphia Warriors | Florida State       |
| 24     | John Green        | Stati Uniti | Los Angeles Lakers    | UCLA                |
| 25     | Jim Hadnot        | Stati Uniti | Boston Celtics        | Providence          |

## Giocatori scelti nei giri successivi con presenze nella NBA, nella ABA o nella ABL
| Scelta | Giocatore        | Nazionalità | Squadra NBA            | Scuola/ex squadra                        |
| ------ | ---------------- | ----------- | ---------------------- | ---------------------------------------- |
| 26     | Chico Vaughn     | Stati Uniti | St. Louis Hawks        | Southern Illinois                        |
| 28     | Jerry Grote      | Stati Uniti | St. Louis Hawks        | Loyola Marymount                         |
| 29     | Reggie Harding   | Stati Uniti | Detroit Pistons        | Detroit Eastern H.S. (Detroit, Michigan) |
| 34     | Roger Strickland | Stati Uniti | Boston Celtics         | Jacksonville                             |
| 39     | John Windsor     | Stati Uniti | Syracuse Nationals     | Stanford                                 |
| 46     | Jay Carty        | Stati Uniti | St. Louis Hawks        | Oregon State                             |
| 53     | Jack Ardon       | Stati Uniti | Chicago Zephyrs        | Tulane                                   |
| 59     | Howie Montgomery | Stati Uniti | San Francisco Warriors | Texas-Pan American                       |
| 65     | Jerry Harkness   | Stati Uniti | Syracuse Nationals     | Loyola (Chicago)                         |
| 68     | Bill Garner      | Stati Uniti | Los Angeles Lakers     | Portland                                 |
| 81     | Charlie Sells    | Stati Uniti | St. Louis Hawks        | Washington State                         |
| 85     | Jeff Slade       | Stati Uniti | Chicago Zephyrs        | Kenyon                                   |
| 90     | Mel Nowell       | Stati Uniti | Chicago Zephyrs        | Ohio State                               |